# Zhanguoce Pai
Die Zhanguoce pai (chinesisch 战国策派, Pinyin Zhànguócè pài, W.-G. Chan-kuo-ts'e p'ai – „Strategie-der-Zeit-der-Streitenden-Reiche-Schule“) war eine chinesische philosophische Schule während des Zweiten Japanisch-Chinesischer Krieges. Sie wurde so genannt, weil ihre Hauptvertreter – Chen Quan 陈铨 (1903–1969), Lin Tongji 林同济 (1906–1980), Lei Zonghai 雷海宗 (1902–1962) und andere – in den Jahren 1940 und 1941 ein Magazin mit dem Titel Zhanguo ce (chinesisch 戰國策 / 战国策; Pinyin: Zhànguó cè; Wade-Giles: Chan-kuo ts'e; „Strategien der Zeit der Streitenden Reiche“) veröffentlichten. Sie behaupteten, dass die Situation der Zeit der Streitenden Reiche zu der Zeit nach China zurückkehrte. So befürworteten sie das Gesetz des Dschungels, Faschismus und Voluntarismus.